# Voyages et délices by Chef Kelly
Voyages et délices by Chef Kelly est une émission de télévision française culinaire présentée par la chef cuisinière Kelly Rangama et diffusée depuis le 26 novembre 2017 sur France Ô,,,,, puis à partir de sa troisième saison sur France 3.
L'émission se décline aussi en programme court intitulé Les rencontres de Kelly diffusé à partir du 27 novembre 2017 sur France Ô.

## Concept
La chef réunionnaise Kelly Rangama part à la recherche des bons produits du terroir et recettes d'Outre-mer. Sur sa route, elle rencontre des cuisiniers et des producteurs locaux, puis revisite leurs recettes en compagnie d'un invité.
Après une première saison de trente-cinq épisodes diffusée en 2017-2018, une seconde saison est lancée en 2018,. La troisième saison est diffusée sur France 3.